# Харчові барвники

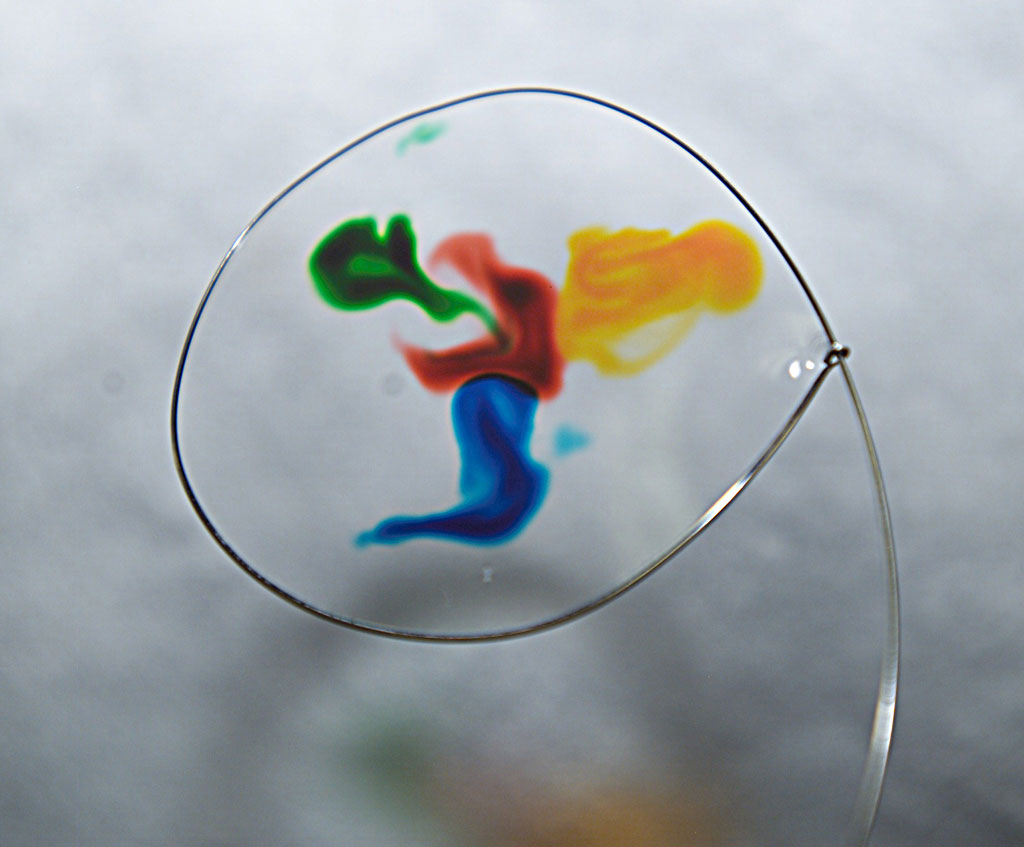
Харчові барвники, розчинені у тонкій водяній плівці

Харчові́ барвники́ — група природних або синтетичних барвників, придатних для фарбування харчових продуктів.

## Історія
Традиційно як харчові барвники використовували забарвлені соки рослин, сік плодів, подрібнені квітки та частини квіток, екстракти і настої (з коренів, листя, навколопліддя і т. д.).

## Сучасні харчові барвники
Основна стаття: Список харчових добавок E100-E199.
Зараз більшість використовуваних барвників — синтетичні.
Барвники харчові синтетичні є водо- та жиророзчинними. Вони виявляють надзвичайну стійкість до високих температур та ультрафіолетового випромінювання. Входять до складу раціону птахів для надання більш насиченого кольору жовткам яєць.

## Натуральні харчові барвники
Каротиноїди (E160, E161, E164), хлорофілін (E140, E141), антоціани (E163) і бетанін (E162) складають чотири основні категорії рослинних пігментів, які вирощують для фарбування харчових продуктів. Інші барвники або спеціалізовані похідні цих основних груп включають:
- Аннато (E160b), червонувато-оранжевий барвник, виготовлений із насіння ахіоту
- Барвник карамельний[en] (E150a-d), виготовлений з карамелізованого цукру
- Кармін (E120), червоний барвник, отриманий з комахи червець
- Сік бузини (Е163)

- Лікопін (E160d)

- Паприка (E160c)
- Куркума/куркумін (E100)

Сині кольори особливо рідкісні. Один можливий синій барвник, який зараз використовується, отримують зі спіруліни. Деякі нещодавні дослідження виявили зв'язок антоціанів з іншими фенолами або іонами алюмінію для отримання синього кольору. Однак внутрішні проблеми, пов'язані з природою харчової матриці, і потреба в довгостроковій стабільності роблять це дуже складним завданням. Пігмент геніпін, присутній у плодах гарденія жасміновидна, можна обробити амінокислотами для отримання синього пігменту гарденії блакитної, який схвалений для використання в Японії, але не в ЄС чи США.
Для забезпечення відтворюваності кольорові компоненти цих речовин часто постачаються у високоочищеній формі. Для стабільності та зручності їх можна складати з відповідних матеріалів-носіїв (твердих і рідких). Гексан, ацетон та інші розчинники руйнують клітинні стінки фруктів і овочів і дозволяють максимально витягнути барвник. Їх сліди можуть залишатися в готовому барвнику, але їх не потрібно вказувати на етикетці продукту. Ці розчинники відомі як залишкові інгредієнти.